# Plagiorhynchus russelli
Plagiorhynchus russelli är en hakmaskart som beskrevs av Tadros 1970. Plagiorhynchus russelli ingår i släktet Plagiorhynchus och familjen Plagiorhynchidae. Inga underarter finns listade i Catalogue of Life.